# Buchnera ruwenzoriensis
Buchnera ruwenzoriensis är en snyltrotsväxtart som beskrevs av Sidney Alfred Skan. Buchnera ruwenzoriensis ingår i släktet Buchnera och familjen snyltrotsväxter. Inga underarter finns listade i Catalogue of Life.